# Quinhagak
Quinhagak – miasto w Stanach Zjednoczonych, w stanie Alaska, w okręgu Bethel.